# St. Walburga (Wintersdorf)
Die evangelisch-lutherische Kirche St. Walburga steht im Ortsteil Wintersdorf der Stadt Meuselwitz im Landkreis Altenburger Land in Thüringen.

## Geschichte

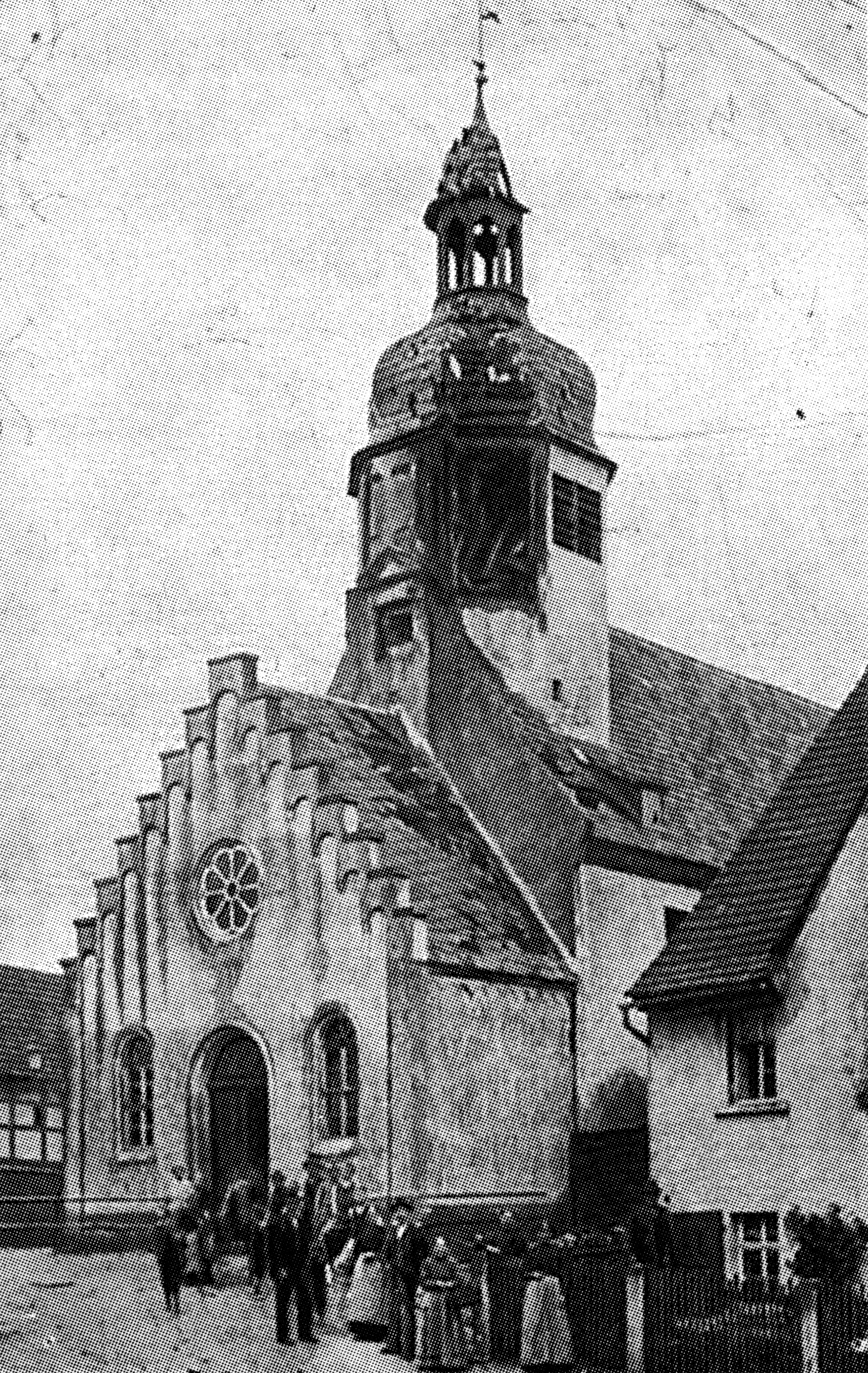
Vorgängerbau mit Blitzschaden

Das Baujahr der ursprünglichen Dorfkirche ist nicht bekannt, erste Urkunden über eine Reparatur, bei der der Kirchturm errichtet wurde, stammen aus den Jahren 1619 bis 1620. 1664 kam die Turmuhr hinzu. 1719 schrieb man von einer Turmerneuerung.
Am 6. August 1905 beschädigte ein Blitz den Kirchturm und Teile der Kirche. Nach einem Gutachten und Bauplänen des herzoglichen Baubeamten Alfred Wanckel beschloss die Gemeinde am 6. November 1905 den Neubau ihrer Kirche. Bereits am 29. September 1907 konnte die Kirchweihe mit einem Gottesdienst stattfinden.
Die Ausmalung des Kircheninneren erfolgte. Es wurden neue Buntglasfenster eingesetzt. Die Außenfassade ist mit baulichen Details des Neobarock versehen.

## Ausstattung

### Altar
Der Altar aus Eichenholz wurde vom Leipziger Bildhauer Hans Zeissig entworfen und von Gustav Kühn aus Altenburg ausgeführt. Er weist symbolische Flachschnitzereien auf, die Ähren und Wein zeigen. Auf ihm steht ein großes aus Lindenholz geschnitztes Kreuz. Im unteren Bereich befindet sich in Gold aufgetragen das lateinische Wort „Pax“ (Friede). Rechts und links davon befinden sich je ein betender Engel und die Worte „SIEHE DAS IST GOTTES LAMM“ und „DAS DER WELT SÜNDE TRÄGT“. Damit wird auf Johannes 1,29 (Joh 1,29 ) Bezug genommen. Rechts und links auf dem Altar sind in goldenen Lettern Α und Ω aufgemaltet und beziehen sich damit auf die Offenbarung 22,13 (Offb 22,13 ).

### Kanzel
Die spätbarocke Kanzel wurde aus dem Vorgängerbau übernommen und kann auf das Jahr 1648 zurückgeführt werden. Gespendet wurde sie vom Gastwirt Michael Rost. 1907 wurde sie von Gustav Kühn aufwändig restauriert und mit einer geschnitzten Säule, Treppe und Geländer ergänzt. Liebe, Glaube und Hoffnung sind als Figuren auf ihr versinnbildlicht.

### Taufbecken
Der Taufengel stammt wie die Kanzel aus dem Vorgängerbau und kann aufgrund stilistischer Ähnlichkeiten auf den gleichen Zeitraum um 1648 und die gleiche Werkstatt wie die der Kanzel und des Taufengels der Dorfkirche St. Anna in Maltis zurückgeführt werden. Er trägt einen mit kleinen Engelsköpfen und Granatäpfeln verzierten Kranz. Bis zum Bau der neuen Kirche wurde er ungenutzt in der Sakristei abgestellt.

### Liedanzeiger
Die hölzernen Liedanzeiger befinden sich rechts und links vom Altar.

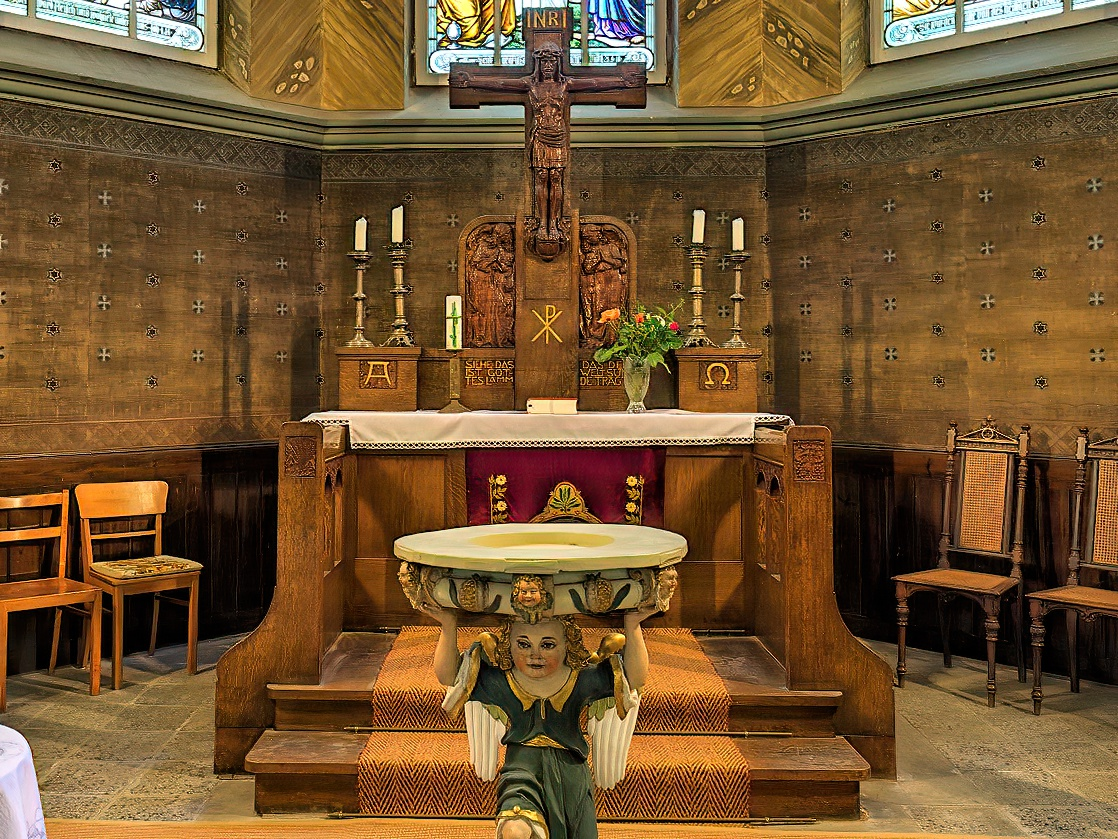
Altar
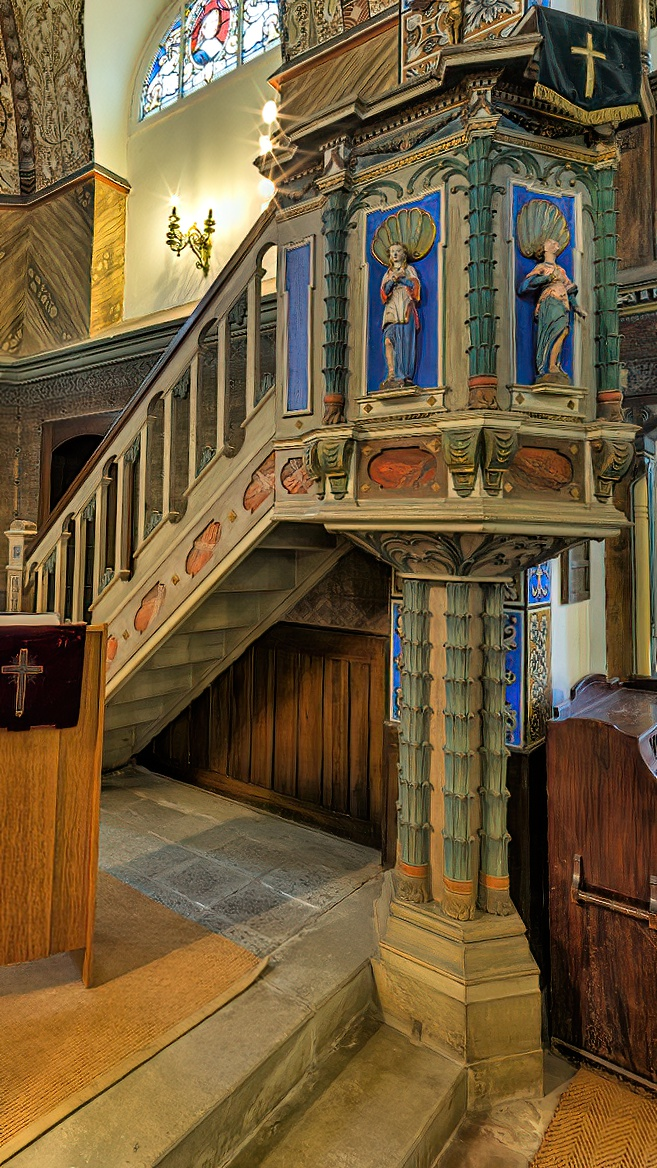
Kanzel
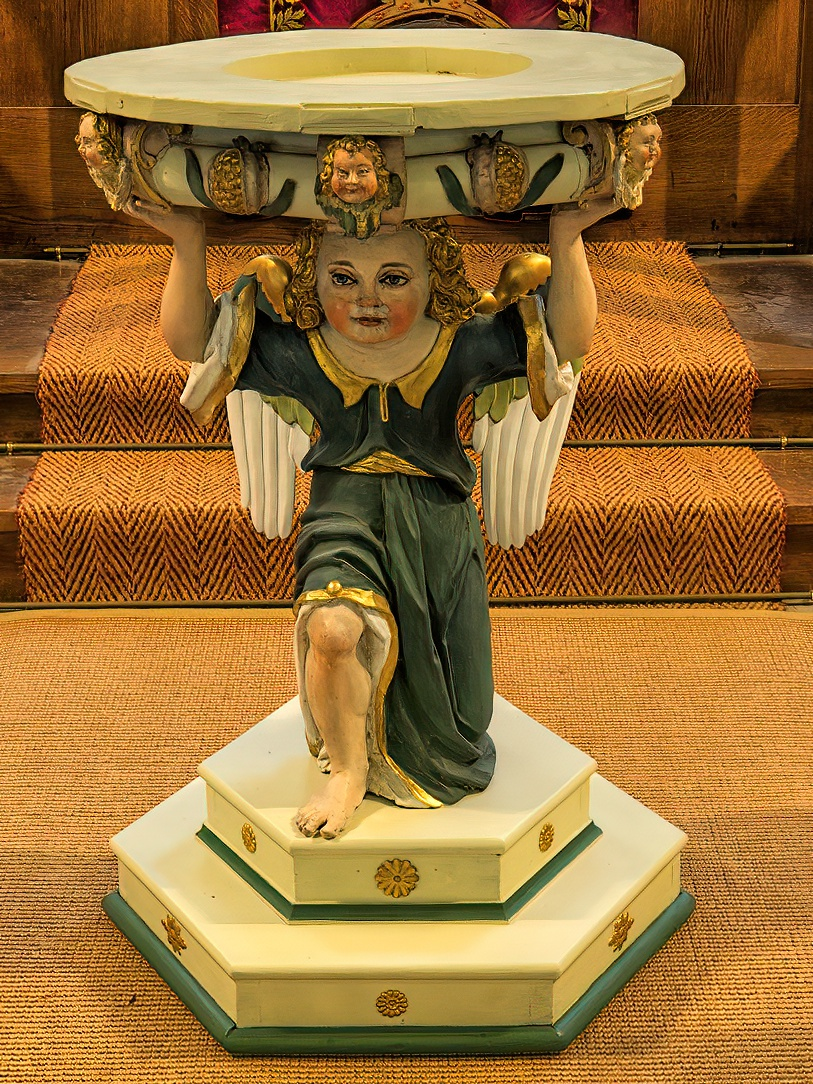
Taufbecken

### Fenster
Die Chorfenster wurden von der Leipziger Werkstatt Schulze & Adolf Stockinger gefertigt, die Langhausfenster und die Emporenfenster von der Glasmalerei Wilhelm Franke in Naumburg.

#### Chorfenster
- Kurfürst Johann Friedrich der Großmütige (Fenster über der ehemaligen Patronatsloge)
- Weihnachtsfest (auf Johannes 1,14 (Joh 1,14 EU) bezogen)
- Osterfest (auf Matthäus 28,9,10 (Mt 28,9-10 EU) bezogen)
- Pfingstfest (auf die Apostelgeschichte 2,4 (Apg 2,4 EU) bezogen)
- Paul Gerhardt (Fenster über dem Eingang zur Sakristei; Gerhardts 300. Geburtstag fiel auf das Jahr der Fertigstellung der Kirche)

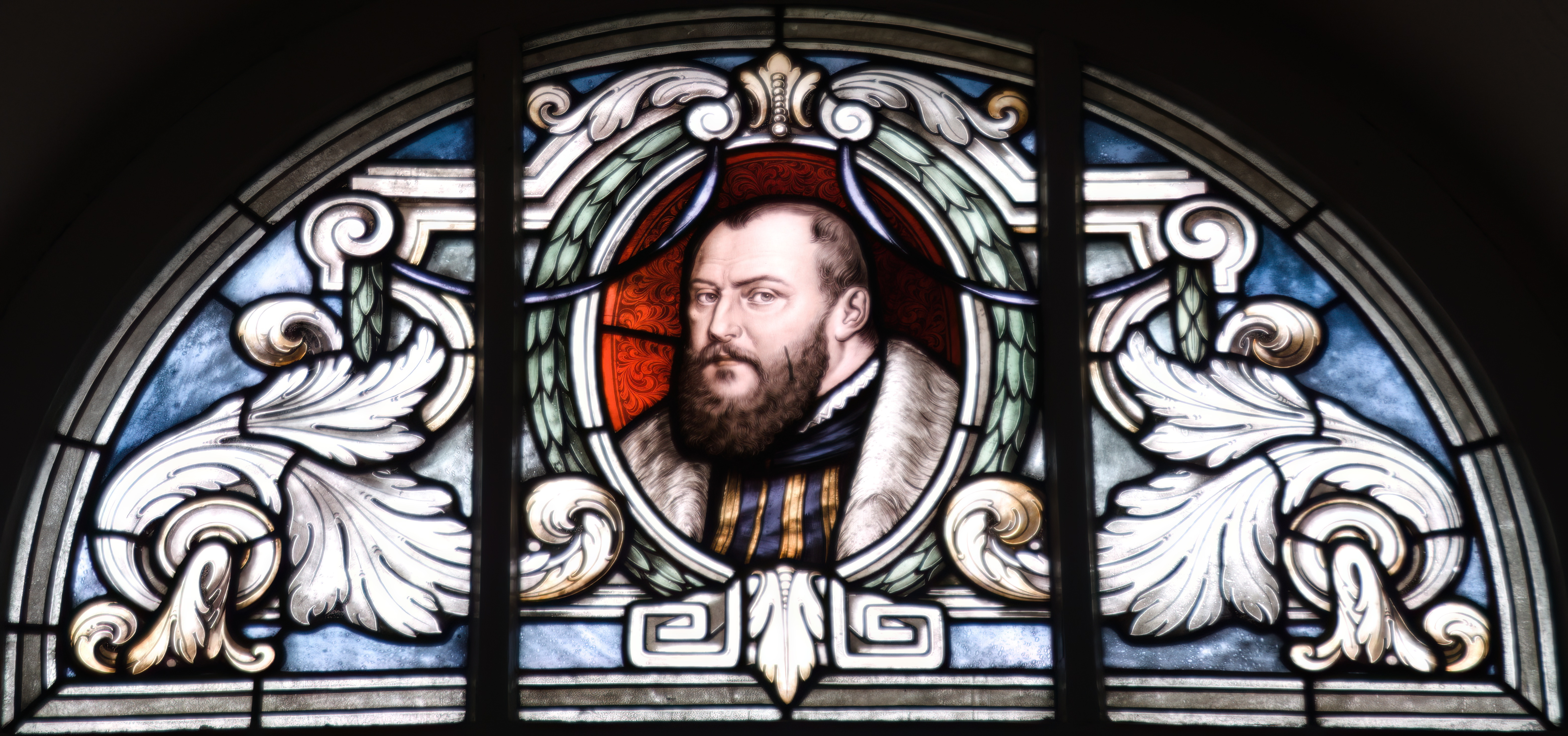
Kurfürst Johann Friedrich der Großmütige
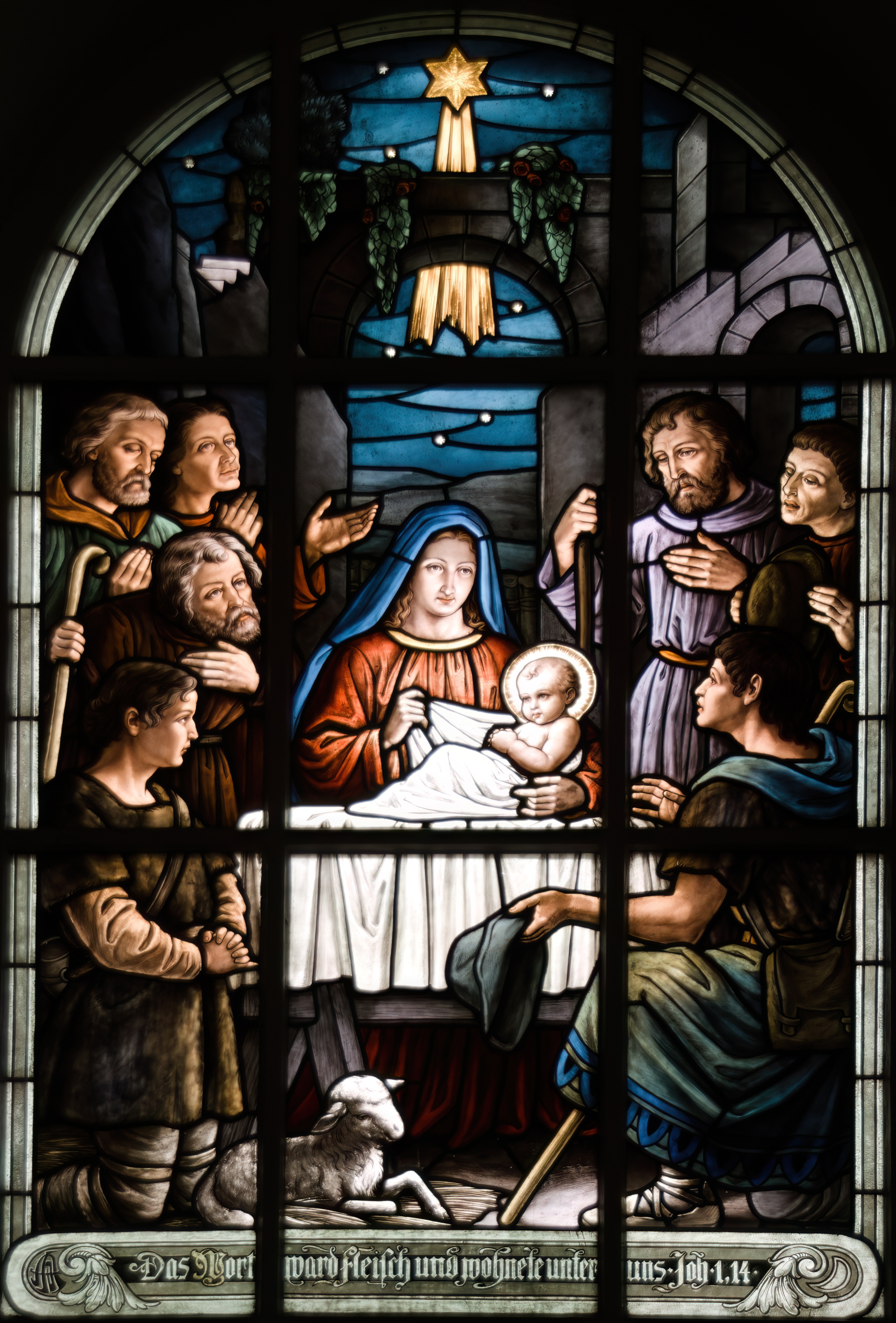
Weihnachten
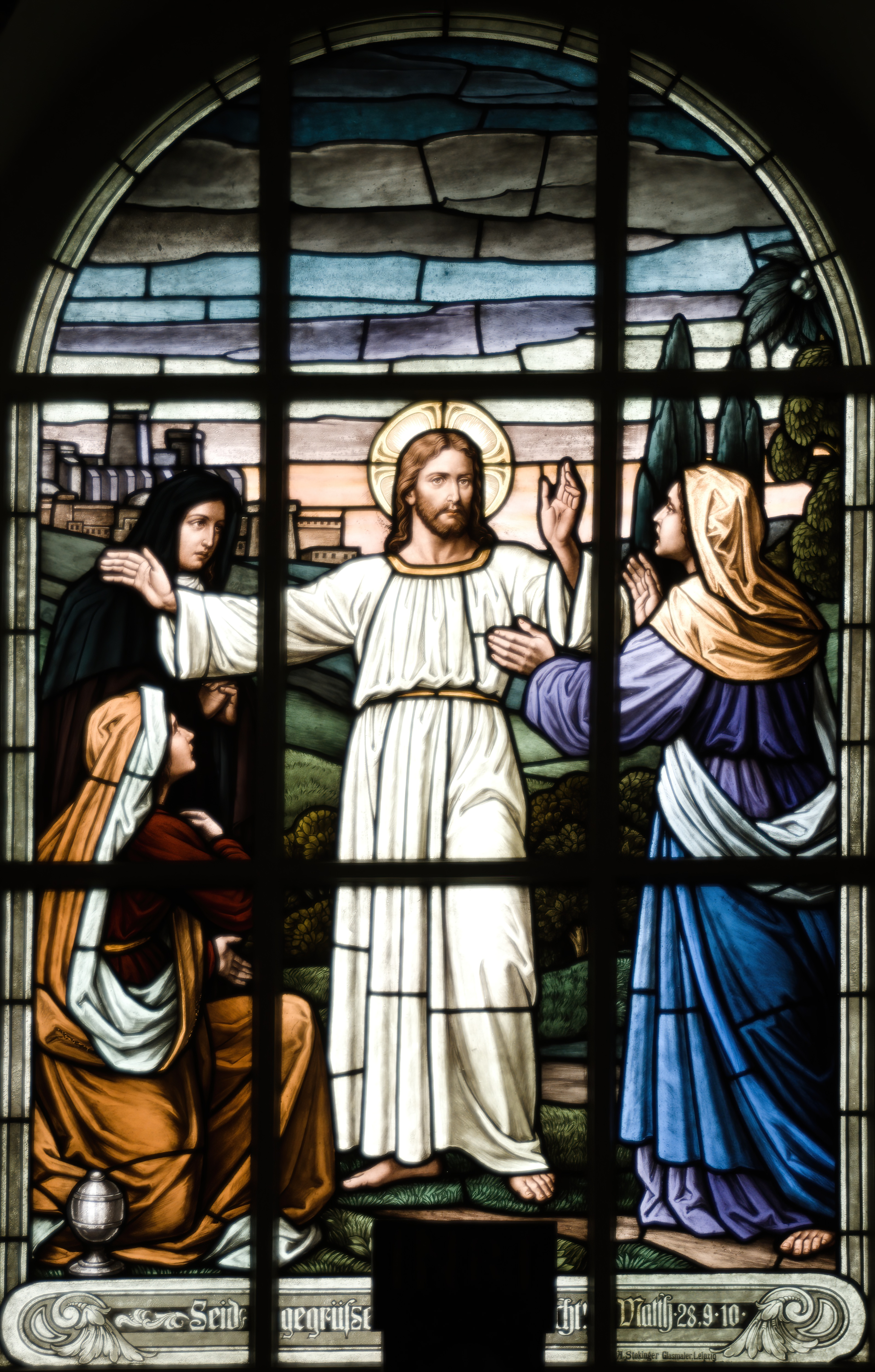
Ostern
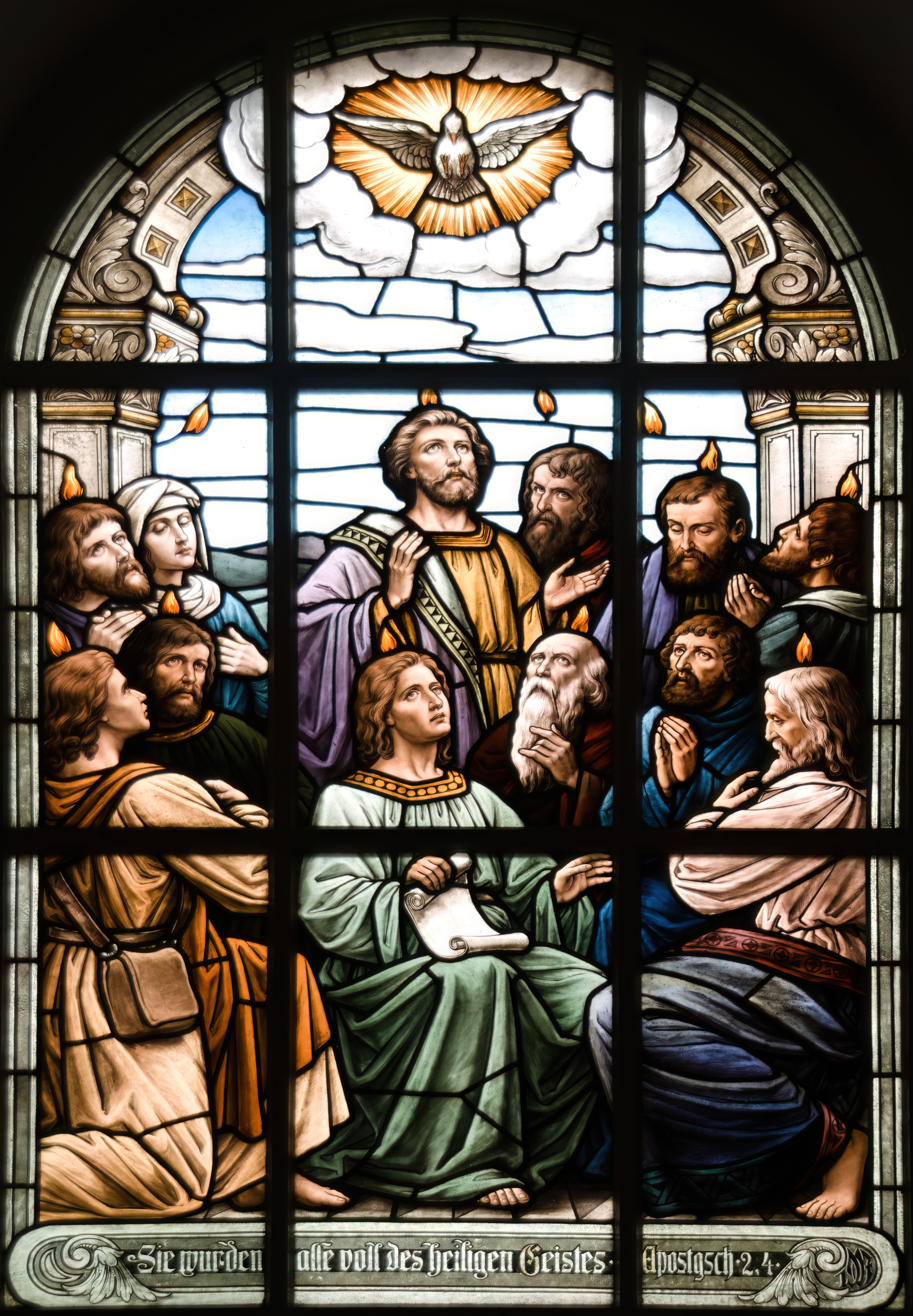
Pfingsten
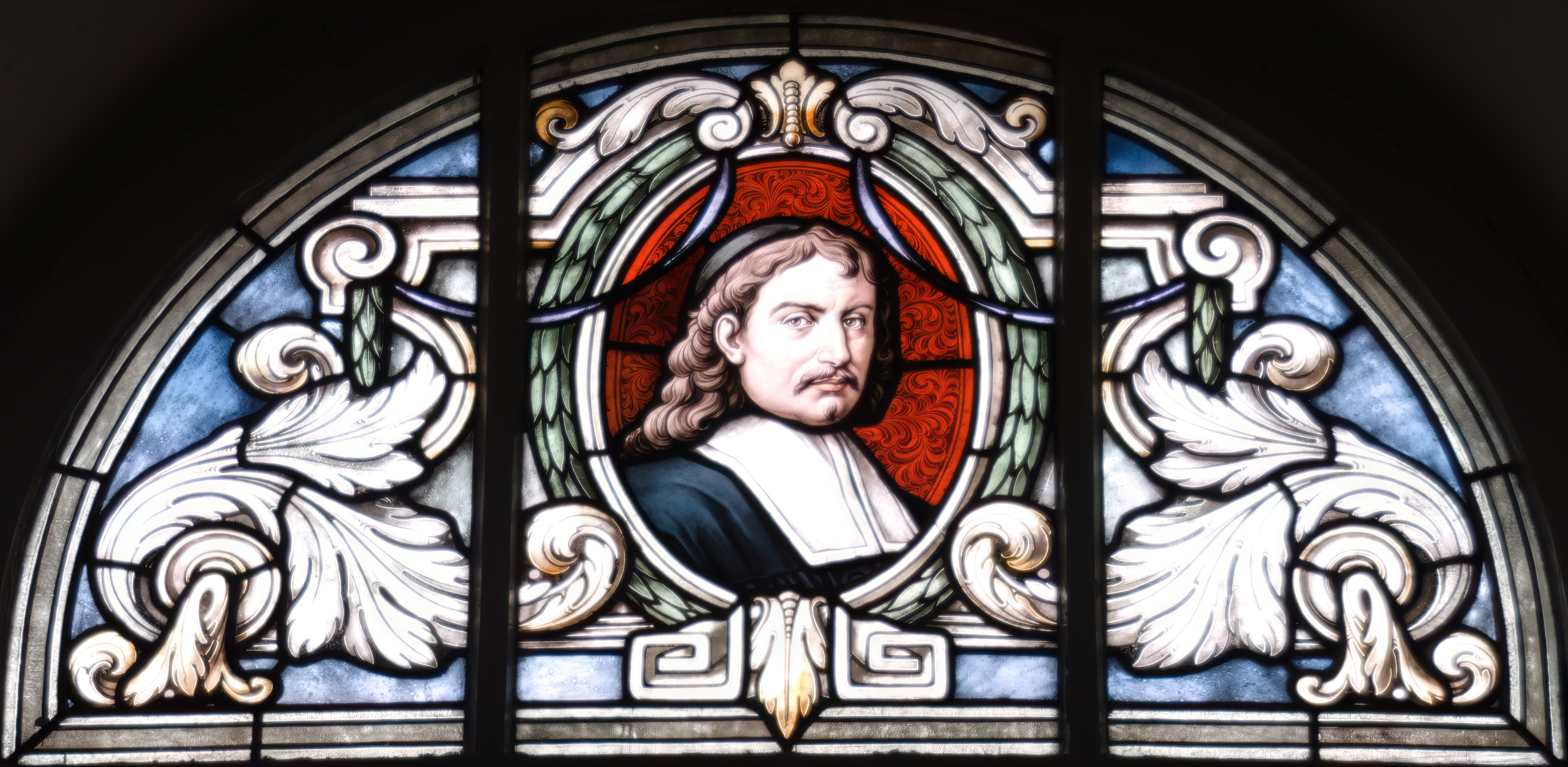
Paul Gerhardt

#### Langhausfenster

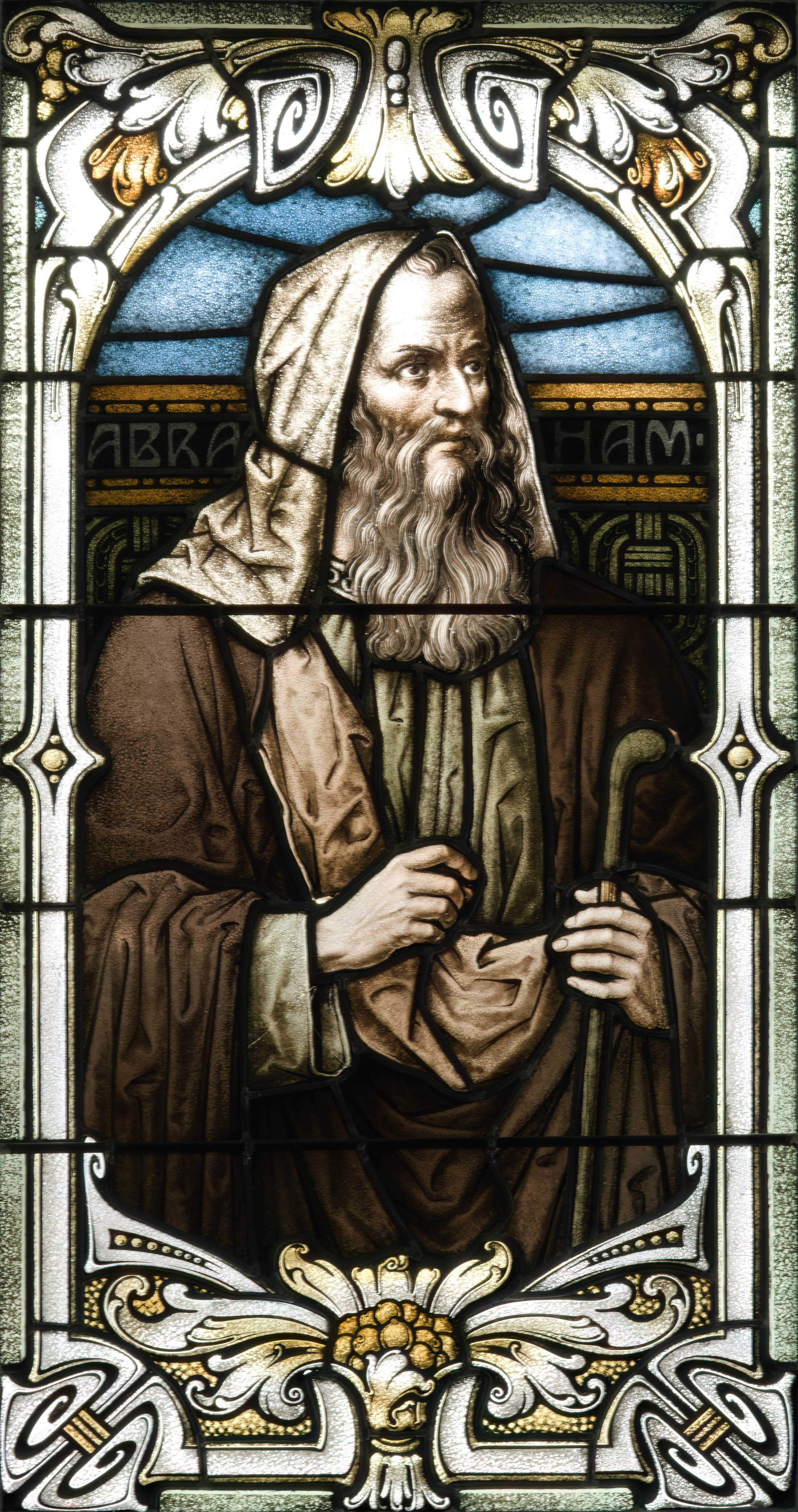
Abraham
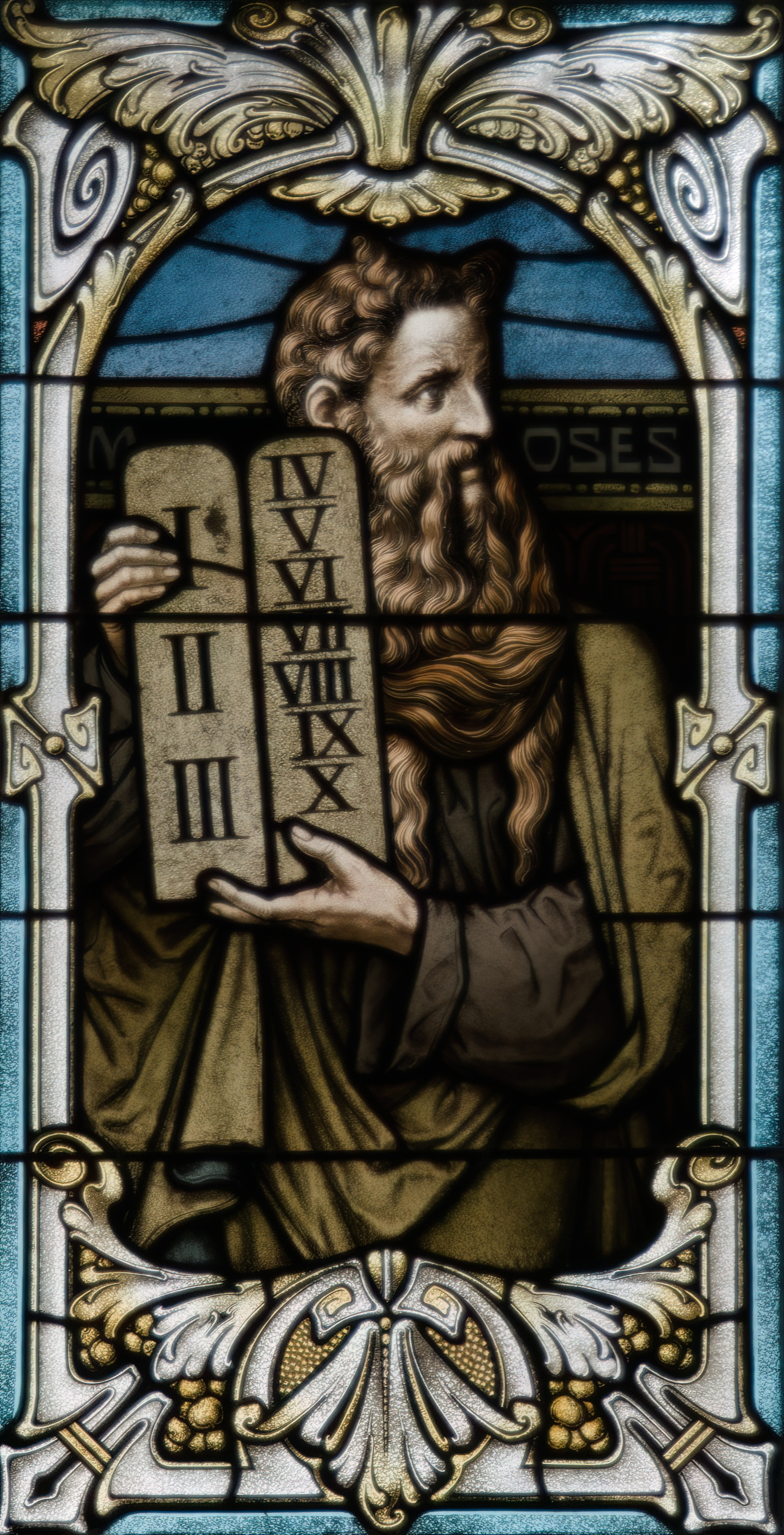
Moses
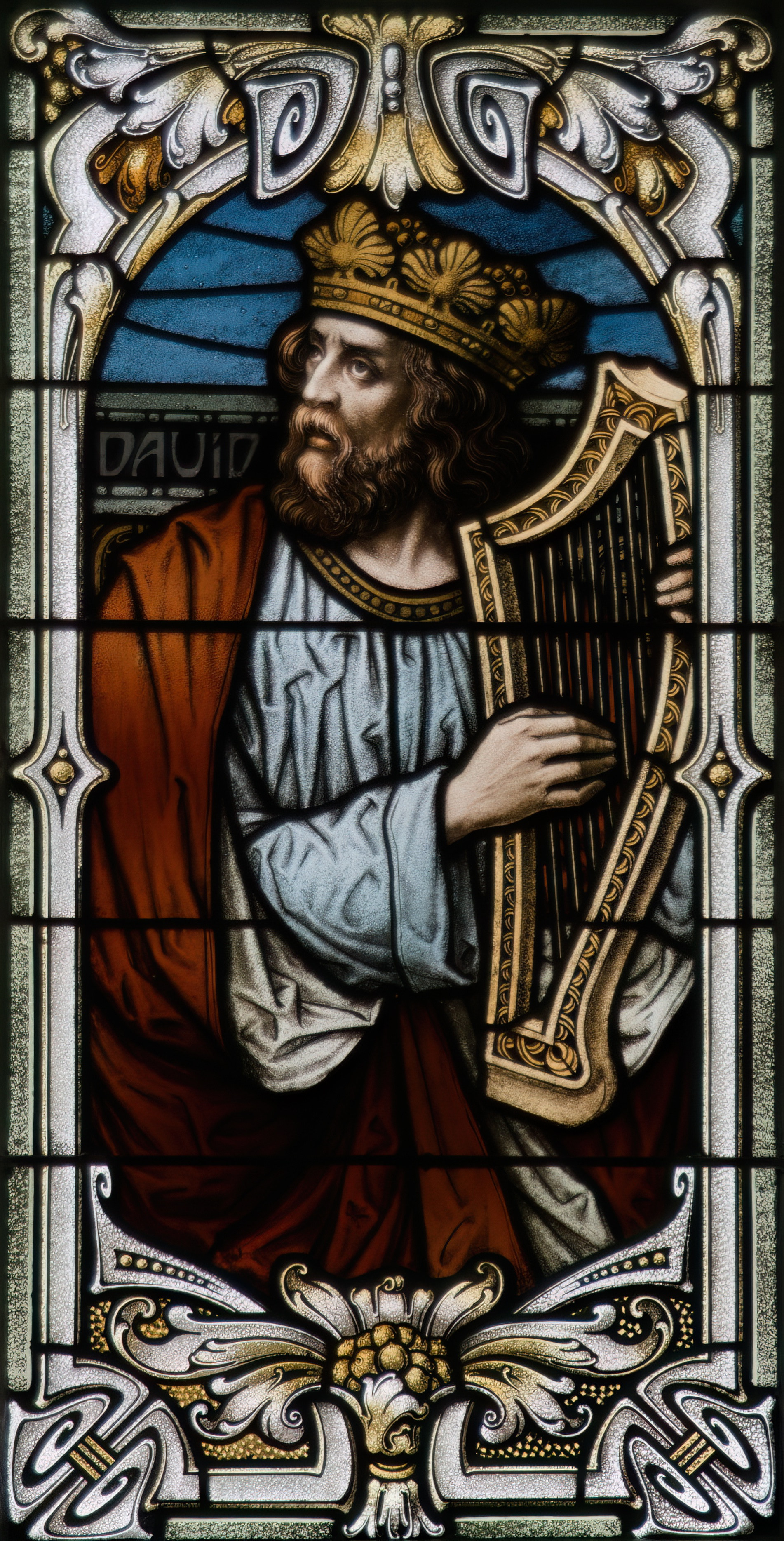
König David
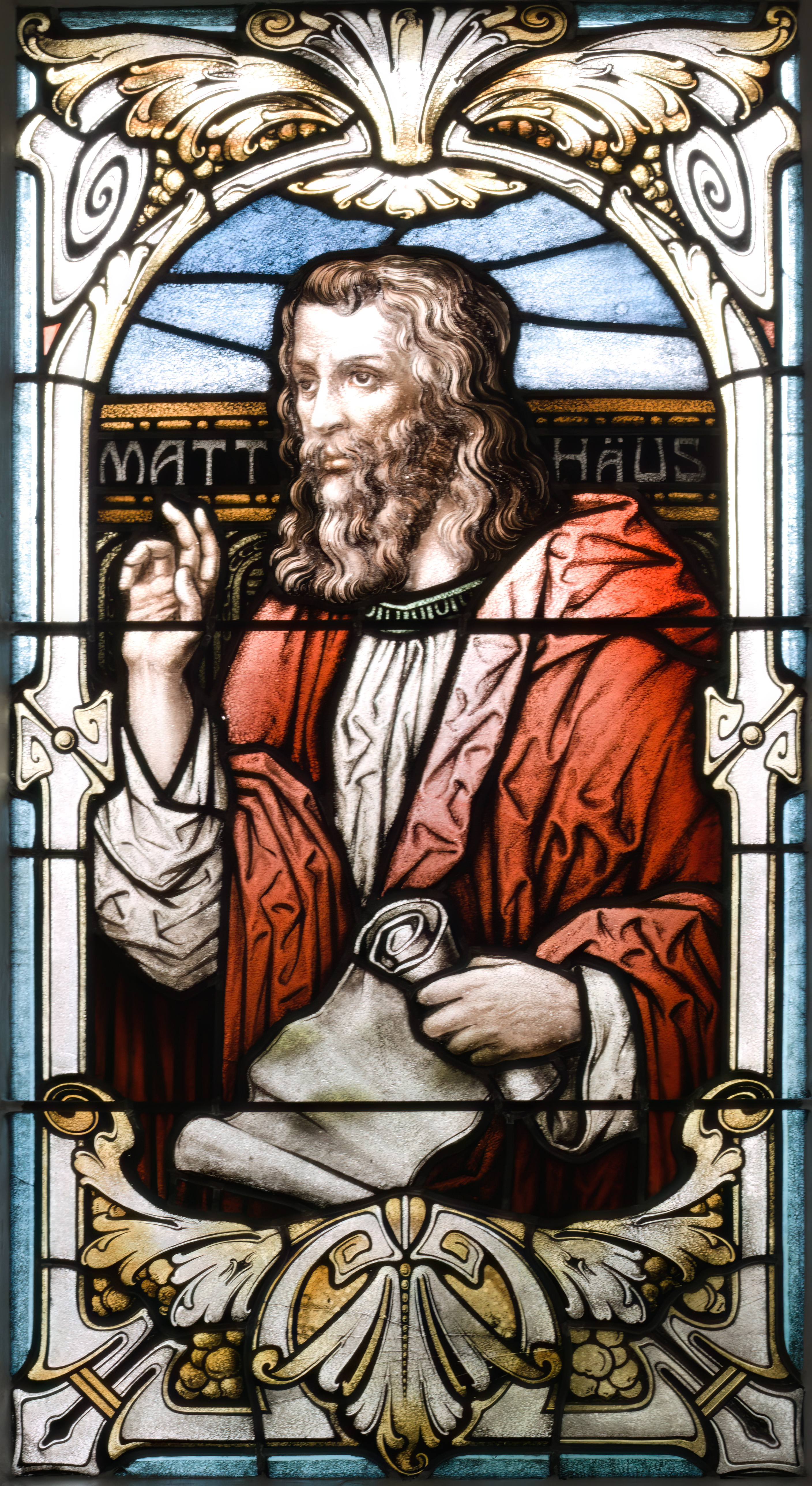
Matthäus
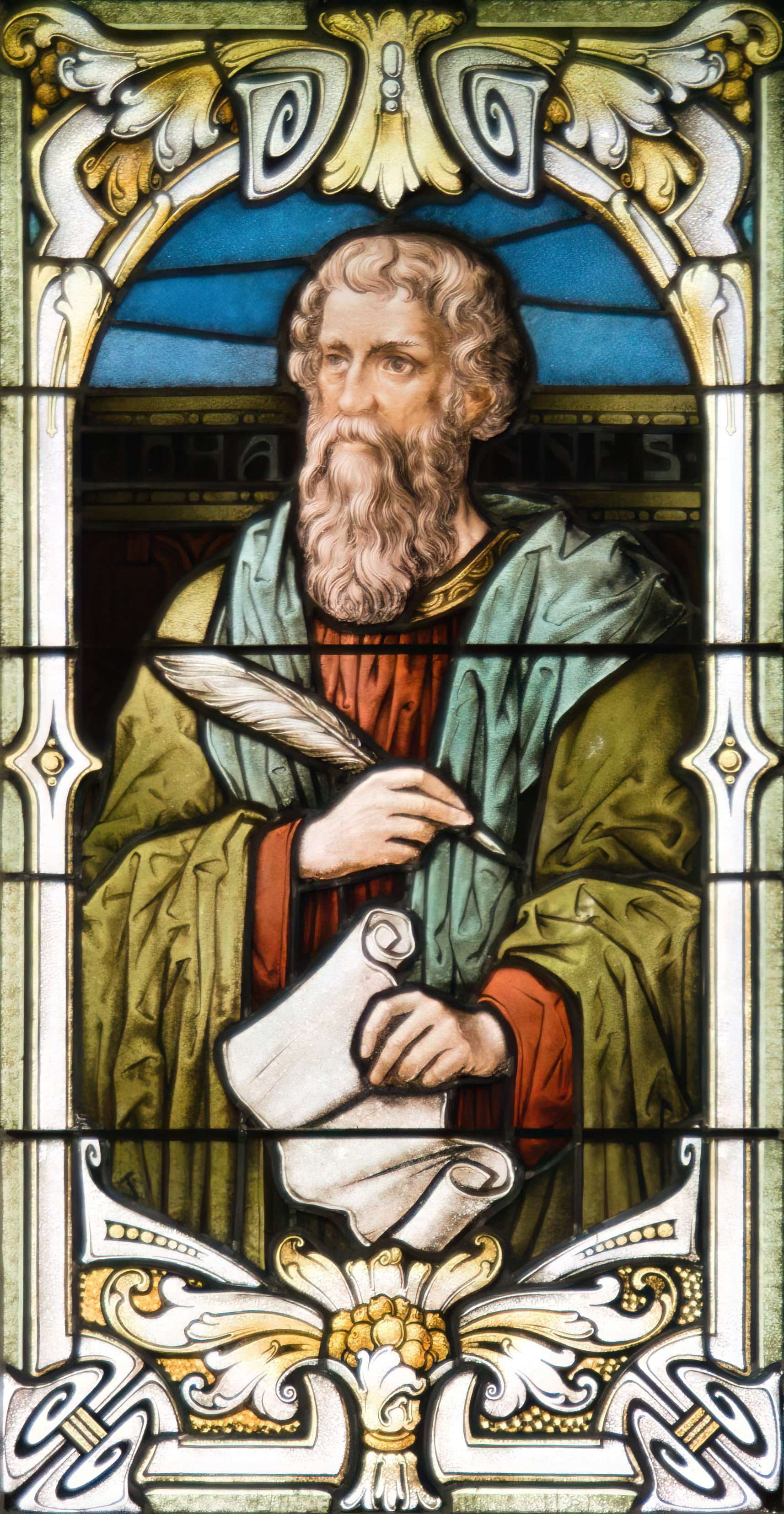
Johannes
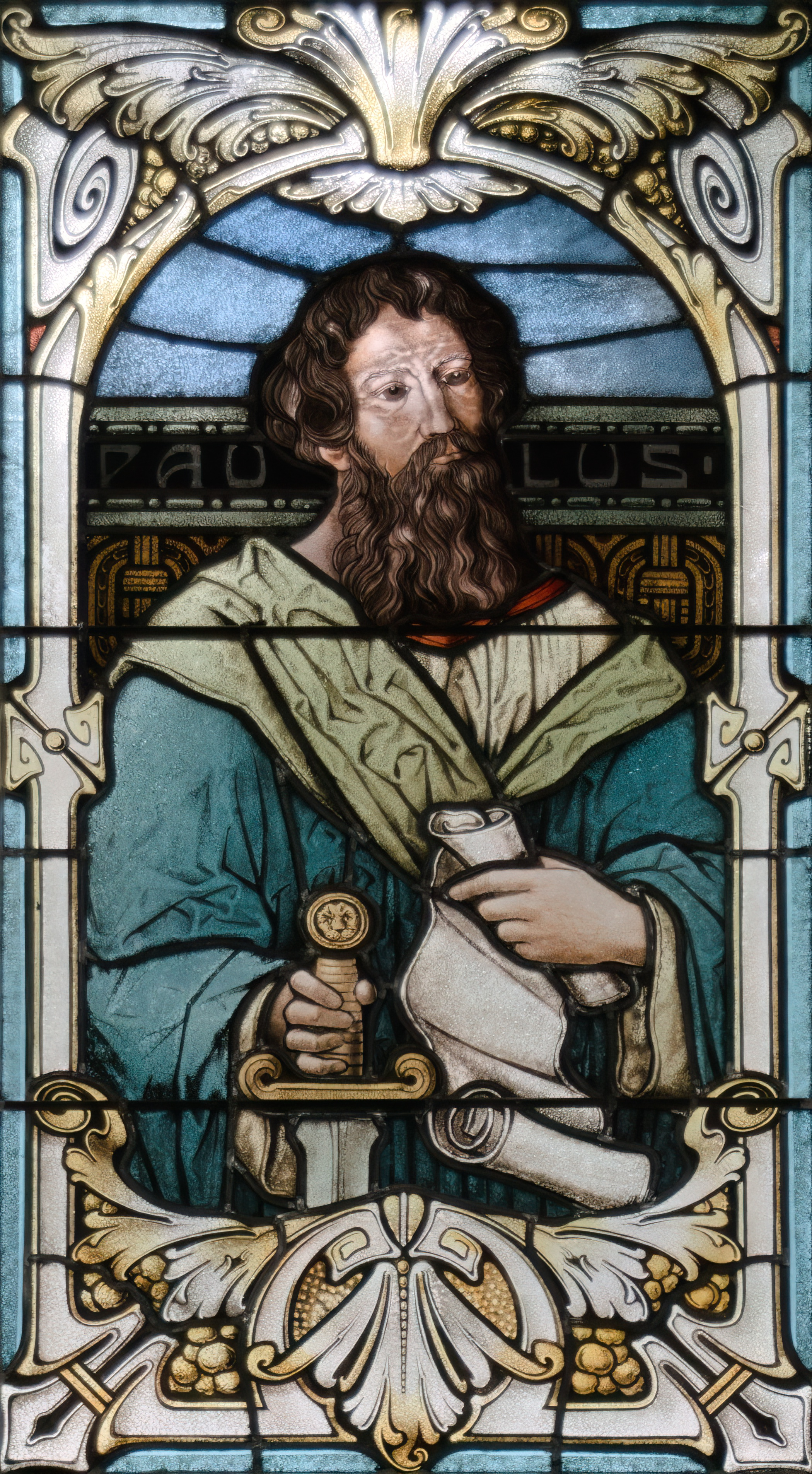
Paulus
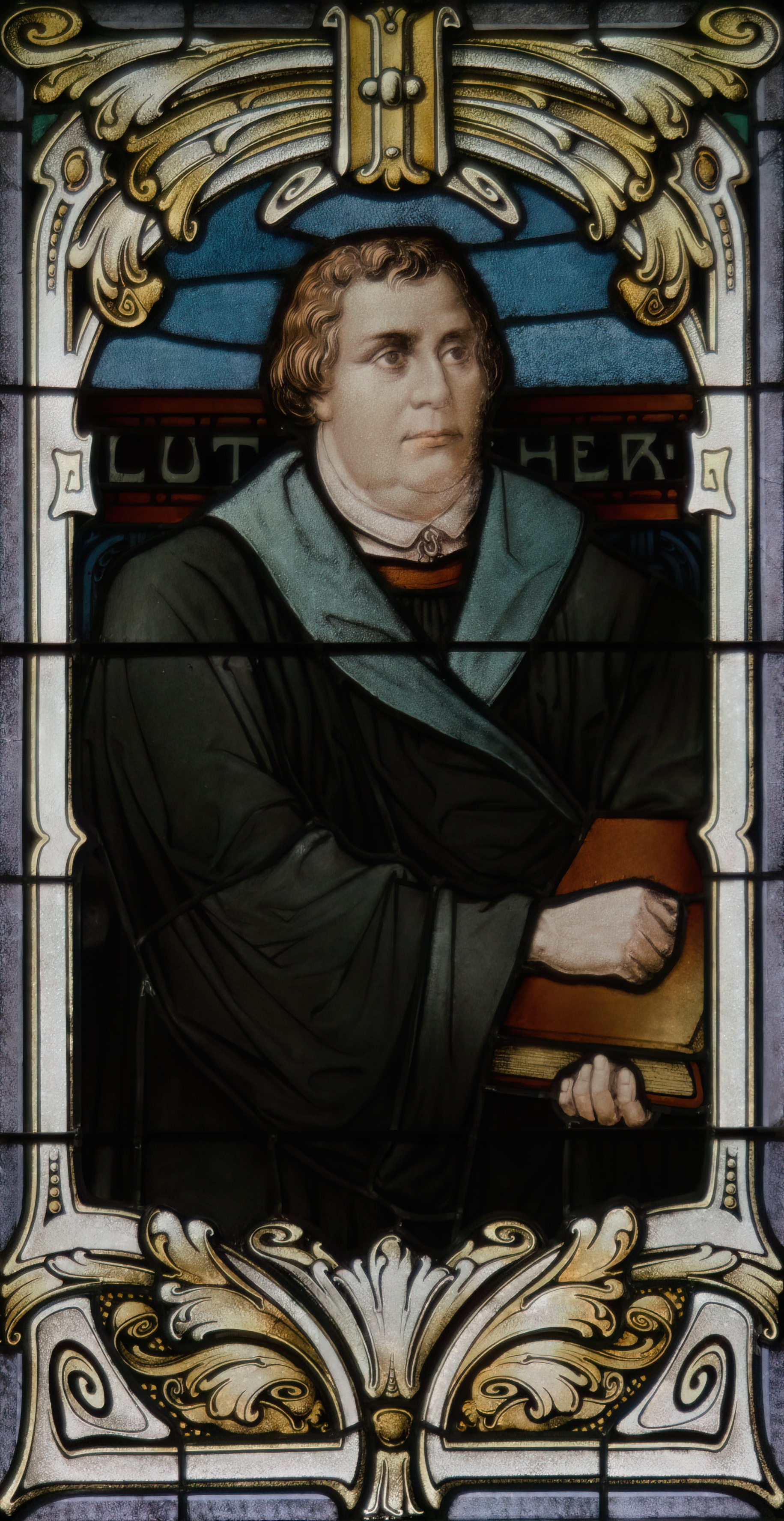
Martin Luther

#### Emporenfenster

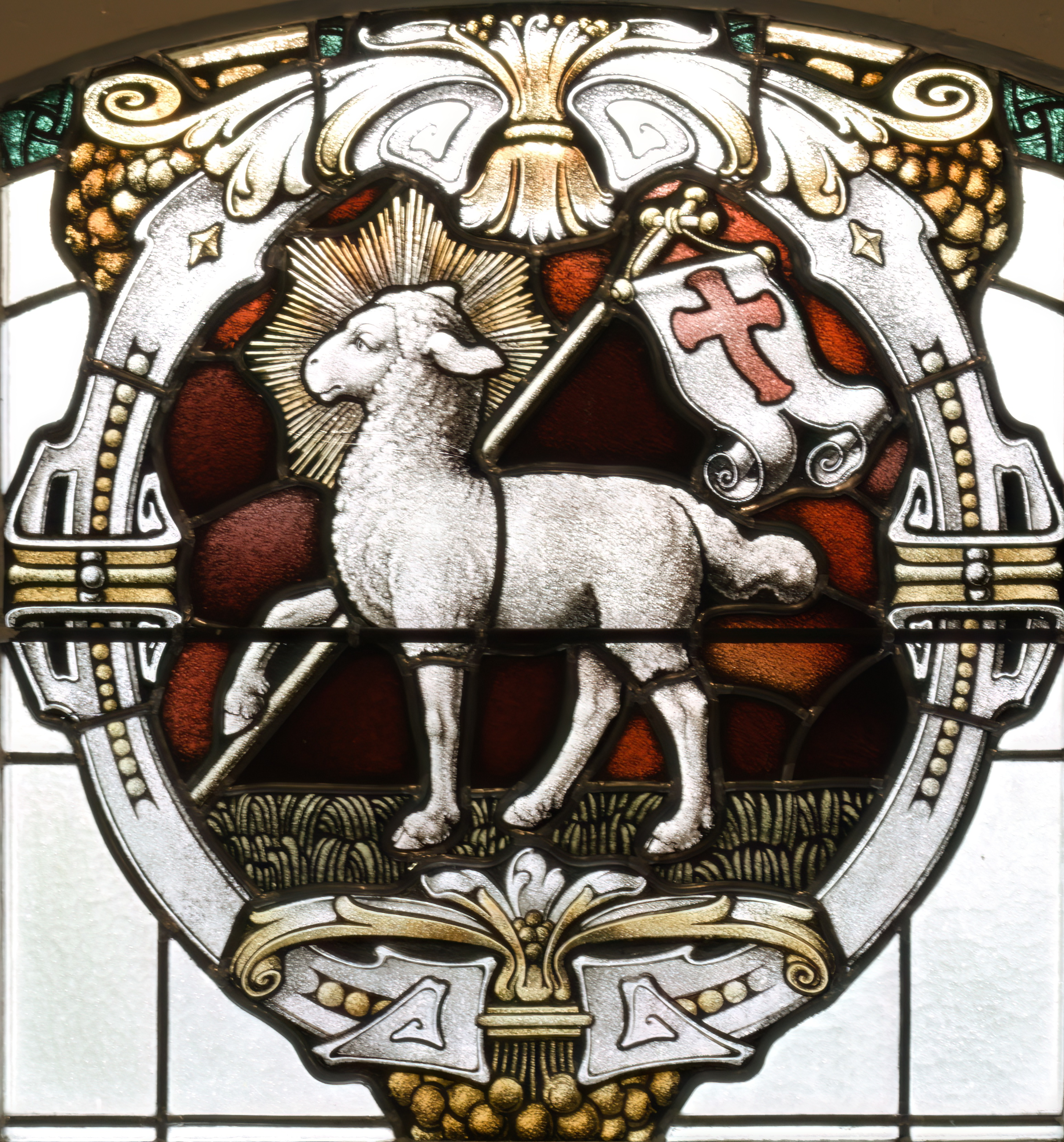
Lamm Gottes
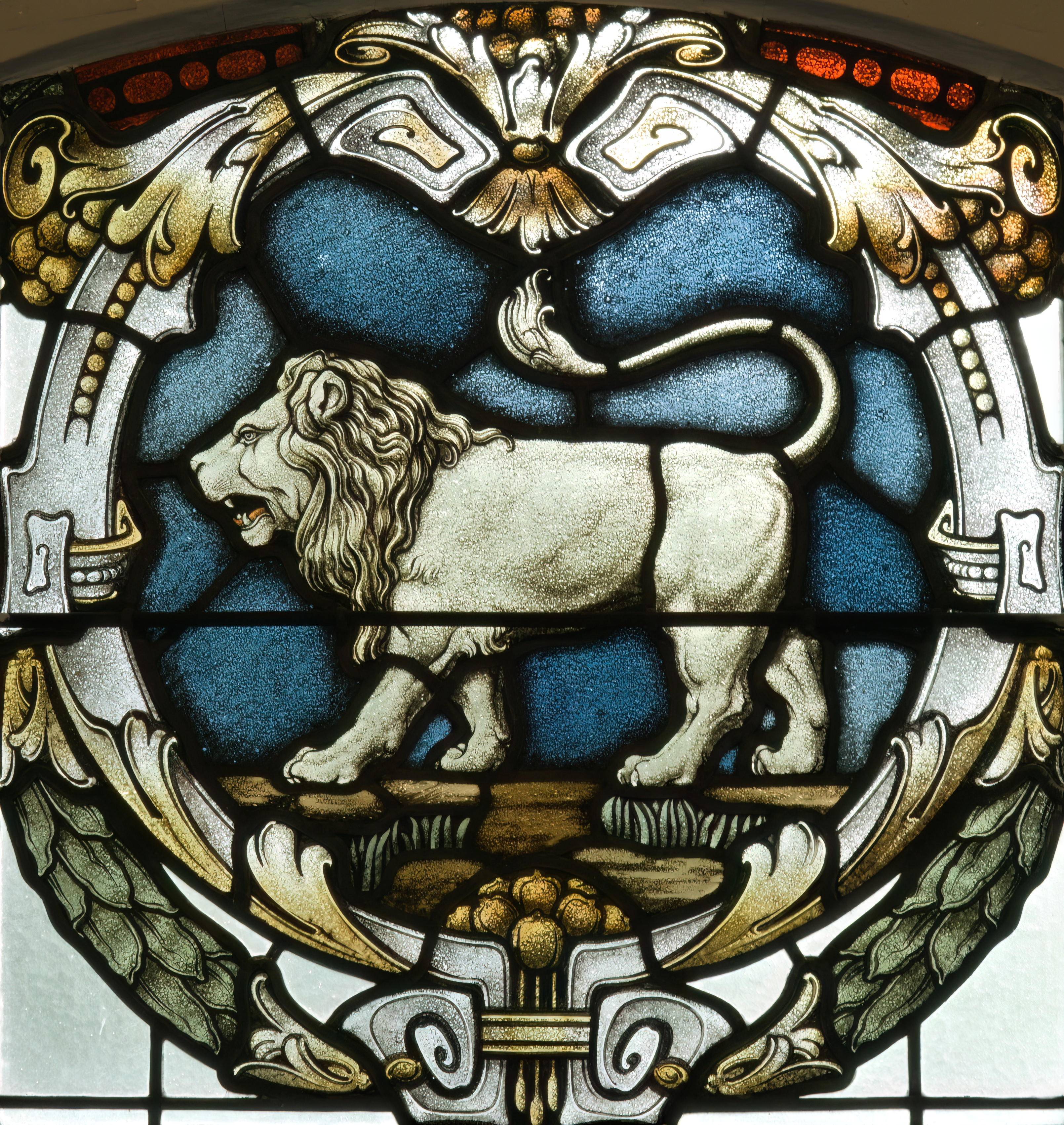
Löwe
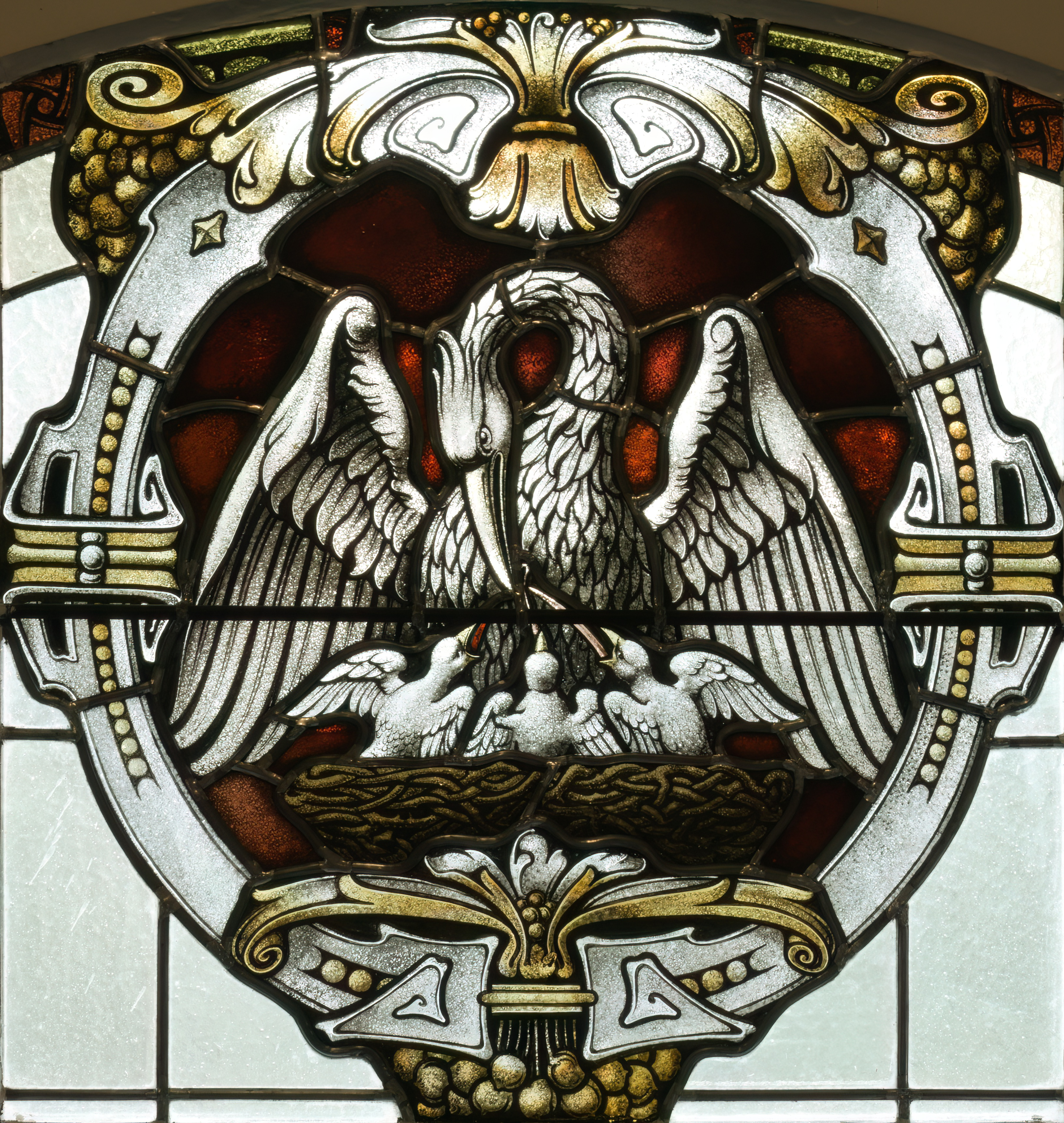
Pelikan
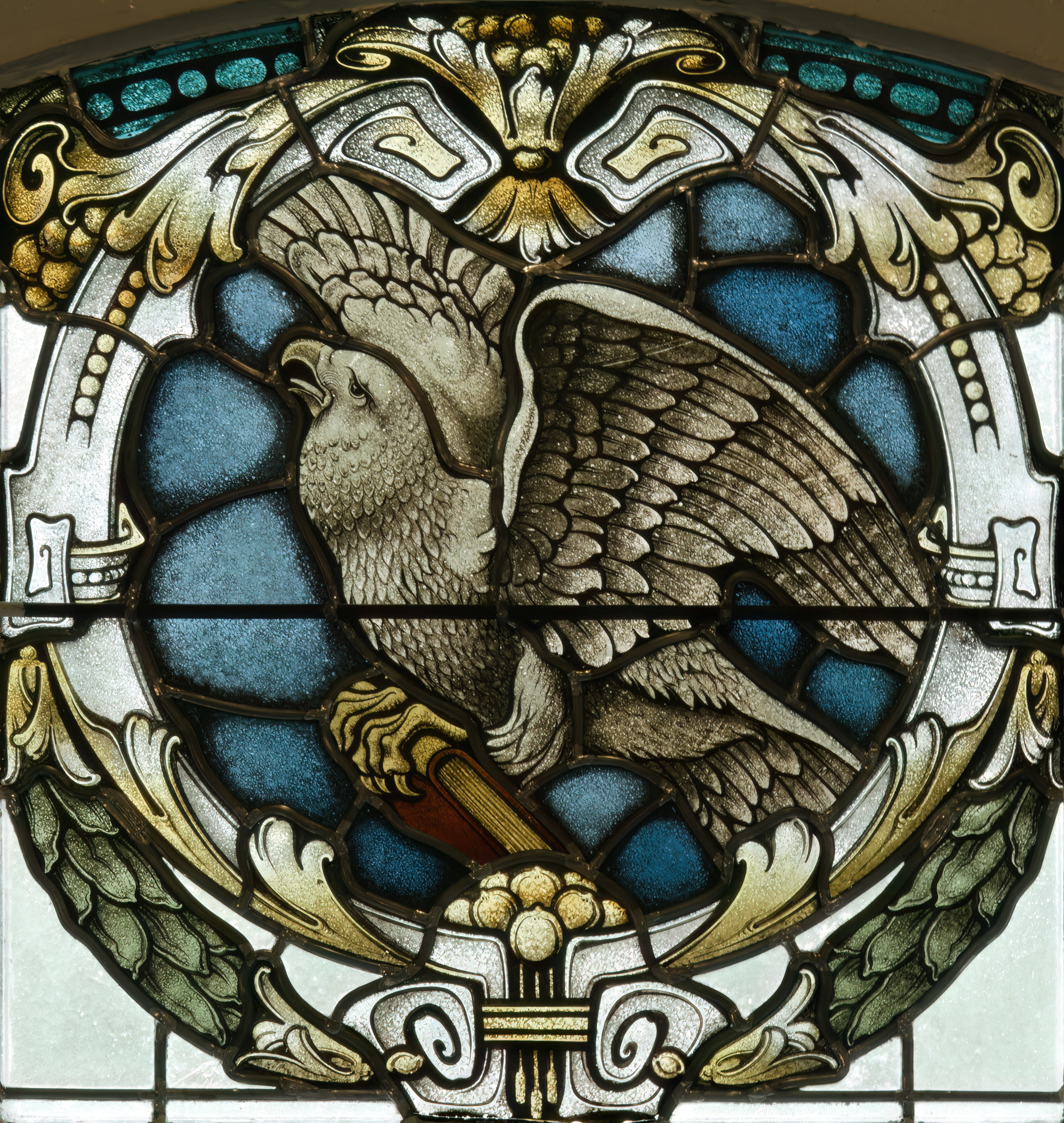
Adler
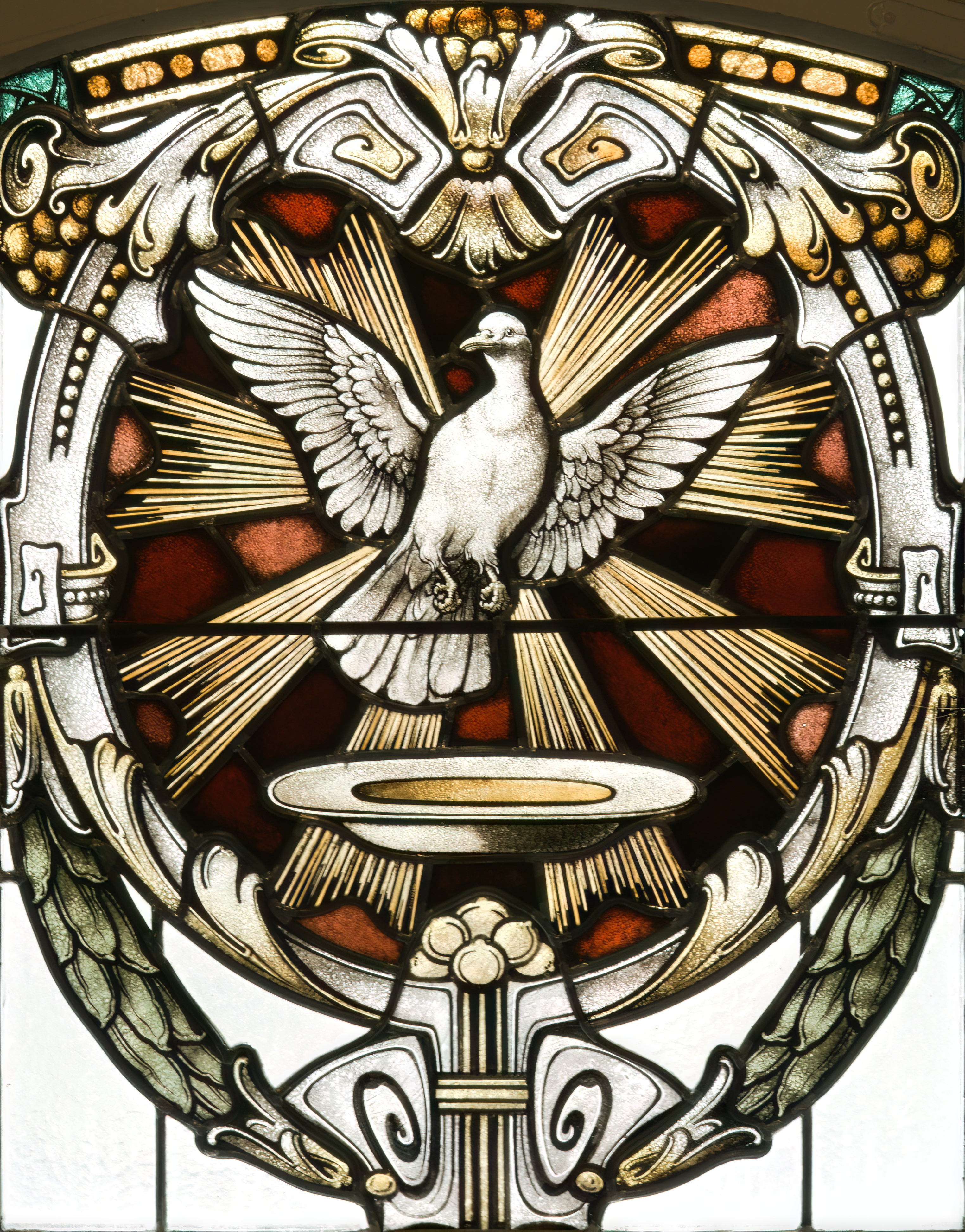
Taube mit Taufschale
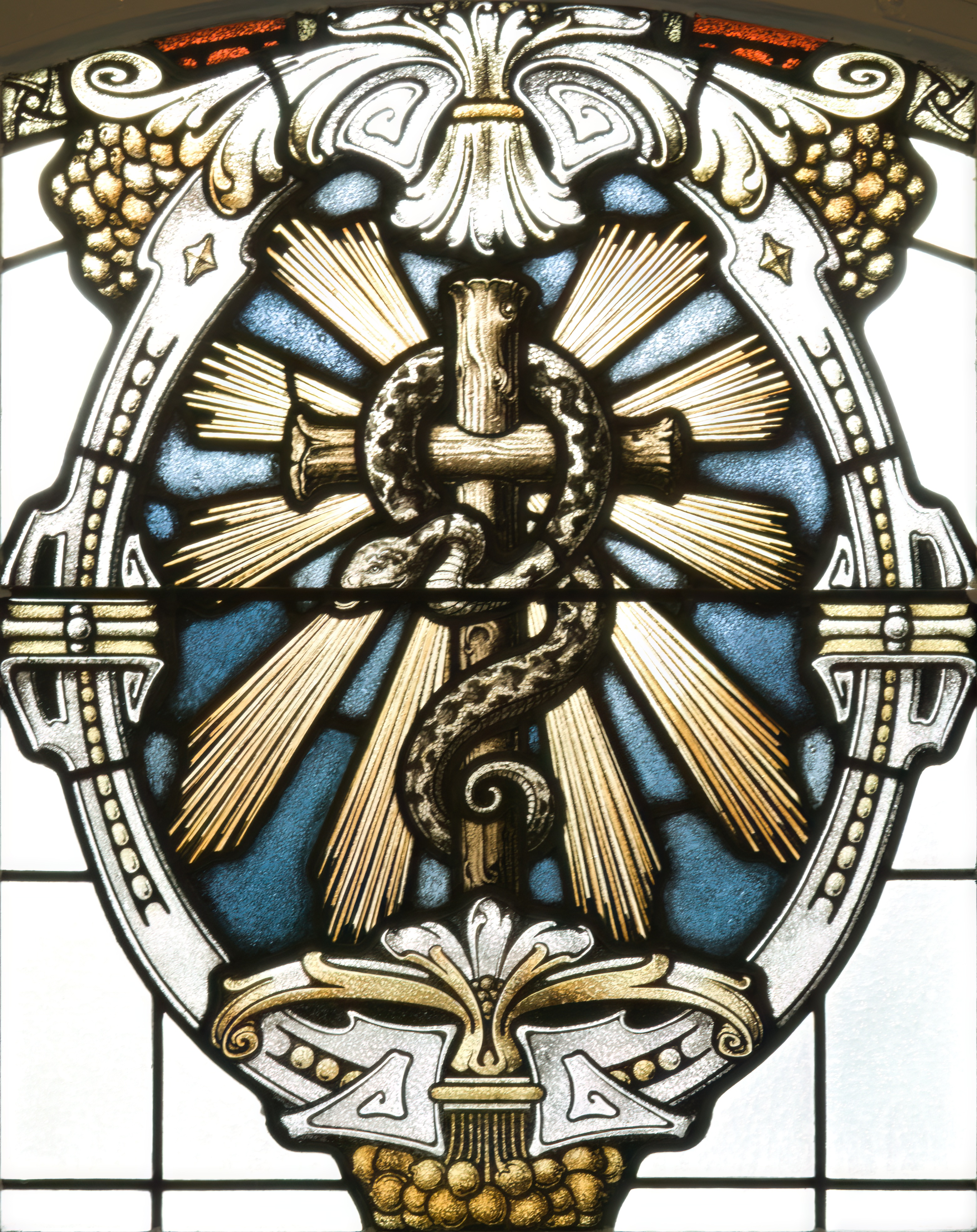
Kreuz mit Schlange
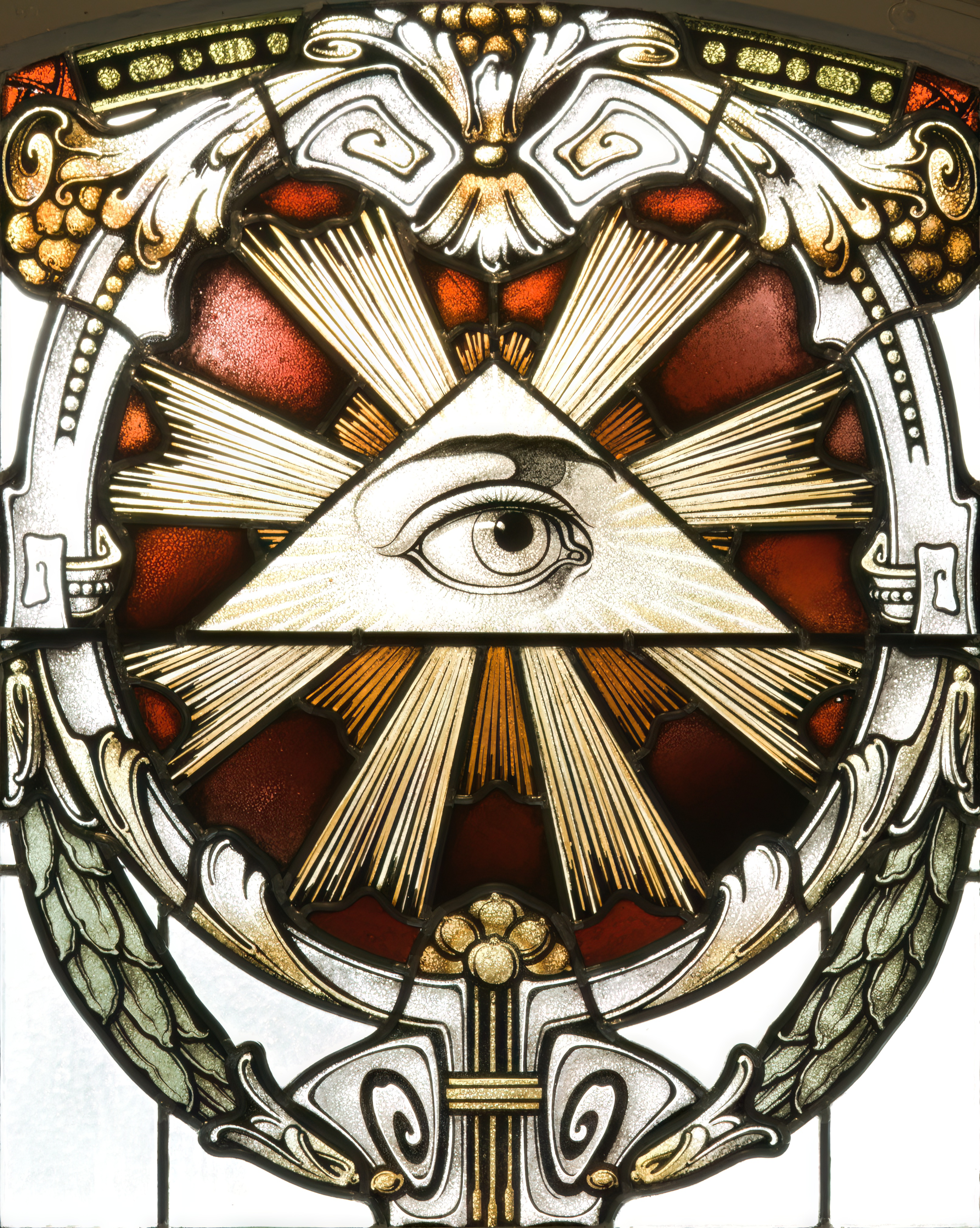
Das allsehende Auge Gottes
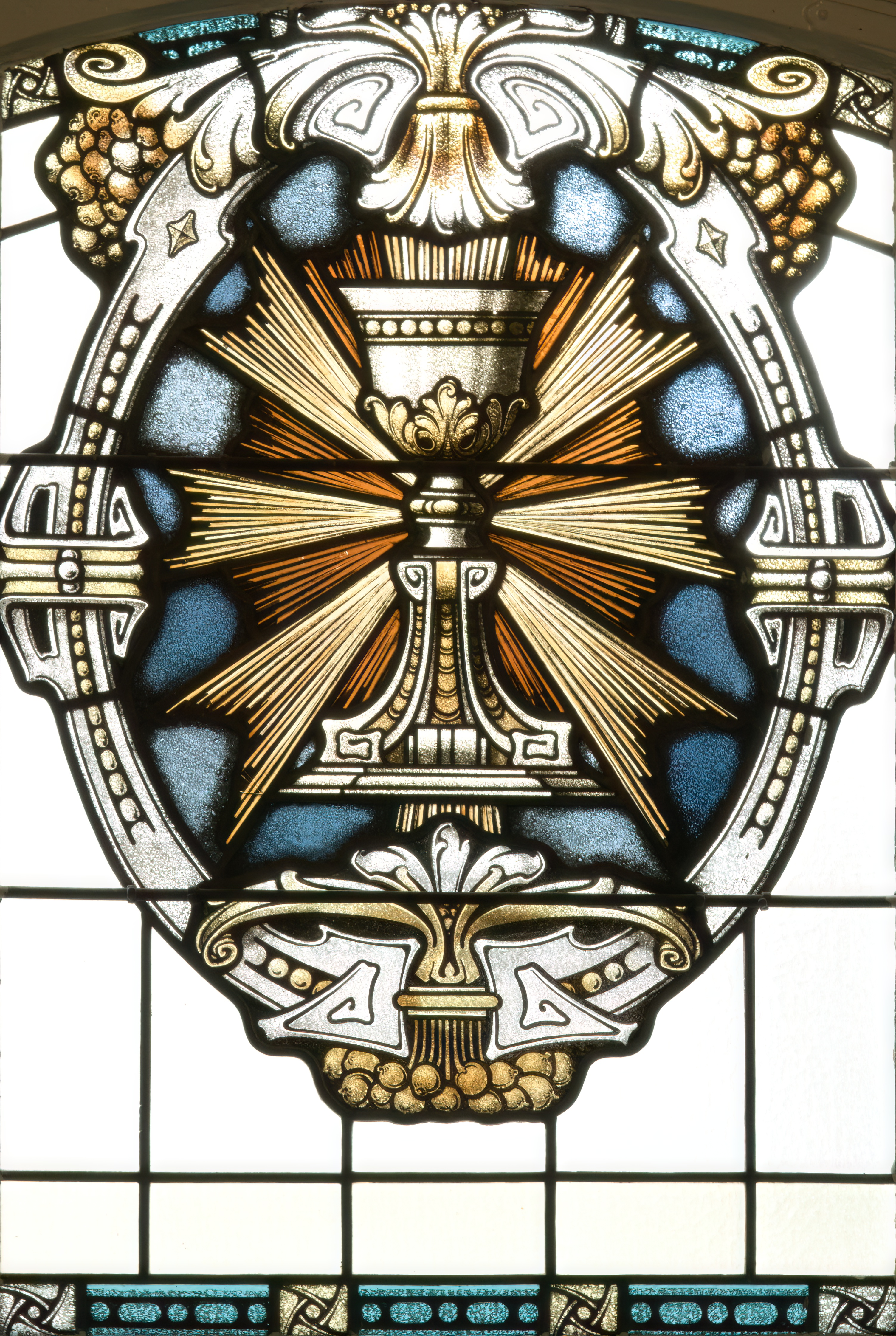
Kelch

## Orgel

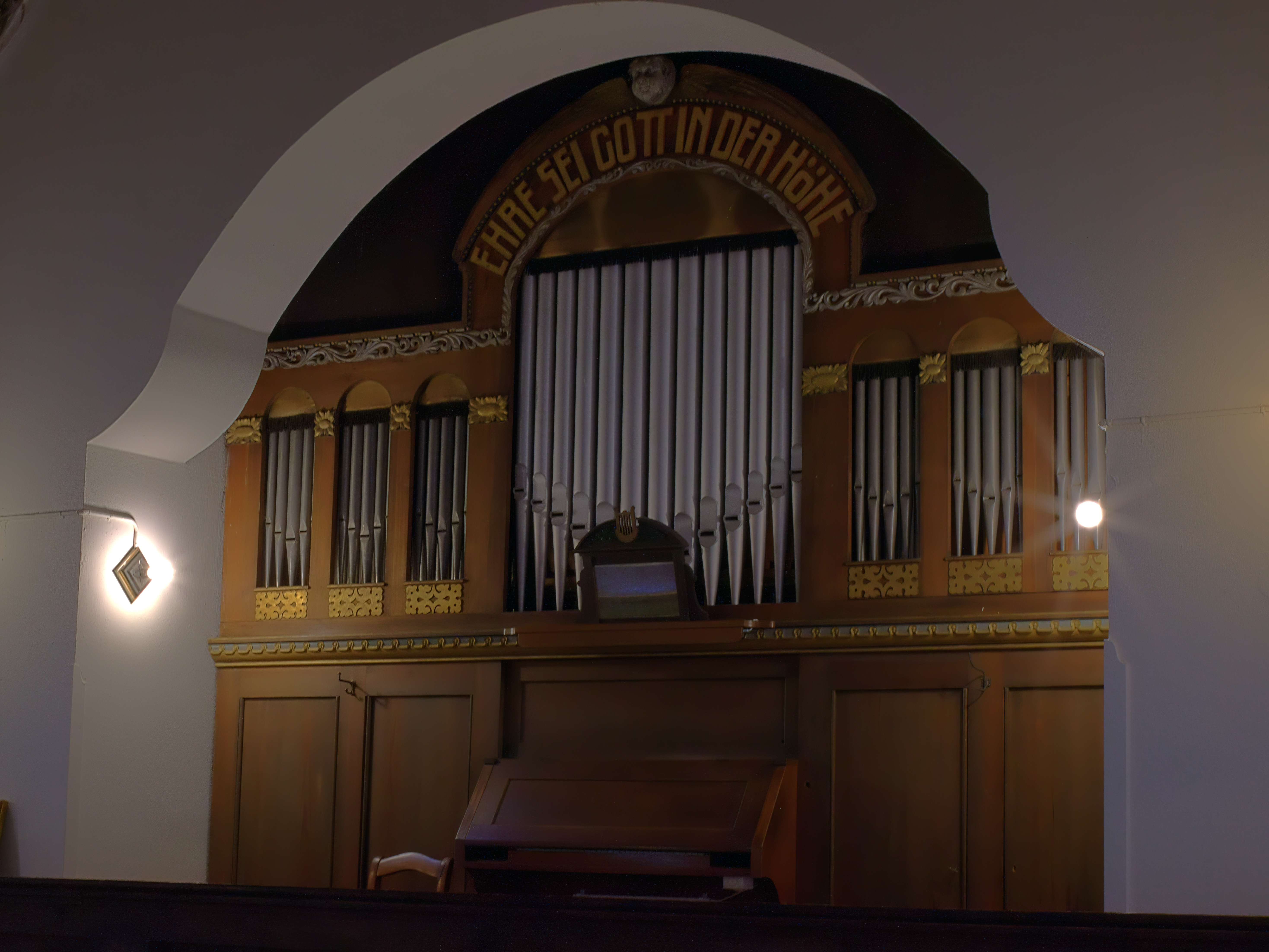
Seitliche Ansicht der Orgel

Die pneumatische Orgel steht im Turm über der Eingangshalle und wurde 1907 von der Orgelbauwerkstatt Poppe in Schleiz gebaut. Im Juni 1917 mussten drei Prospektpfeifen als für Rüstungszwecke abgegeben werden. Sie erhielt 1928 ein elektrisches Gebläse und 1929 ihre vollständiges Prospekt zurück. Bis auf das Mittelfeld des Prospekts mit Principal 8′ ist die Orgel im Originalzustand. Durch den Orgelbaumeister Gerd-Christian Bochmann aus Kohren-Sahlis erfuhr sie 1989 eine Generalinstandsetzung.
Ihre Disposition lautet:
| I. Manual C-f |     |
| Principal     | 8′  |
| Bordun        | 16′ |
| Gambe         | 2′  |
| Doppelflöte   | 8′  |
| Principal     | 4′  |
| Rohrflöte     | 4′  |
| Principal     | 2′  |
| Mixtur II-III | 2′  |

| II. Manual       |    |
| Lieblich gedackt | 8′ |
| Flauto traverso  | 8′ |
| Salicional       | 8′ |
| Gemshorn         | 4′ |

| Pedal C-d'    |     |
| Subbass       | 16′ |
| Principalbass | 8′  |
| Cello         | 8′  |

## Glocken
1608 wurden in Erfurt für die damalige Kirche drei Glocken gegossen, die heute in der Glockenstube im Westturm aufgehängt sind, nachdem zwei davon im Zweiten Weltkrieg eingeschmolzen und 1955 durch zwei Gussstahlglocken ersetzt wurden.
Seitdem ist das Geläut wieder wie folgend vollständig:
| Nr. | Bild | Gussjahr | Gießer, Gussort                                | Material | Masse (kg) | Schlag-ton | Inschrift                                                    |
| --- | ---- | -------- | ---------------------------------------------- | -------- | ---------- | ---------- | ------------------------------------------------------------ |
| 1   |      | 1955     | Glockengießerei Schilling & Lattermann, Apolda | Stahl    | 840        | g'         | Gott des Vaters Lieb und Gnad, schaue auf sein Volk herab    |
| 2   |      | 1955     | Glockengießerei Schilling & Lattermann, Apolda | Stahl    | 340        | b'         | Heiligen Geistes Kraft und Schein, zieh in aller Herz hinein |
| 3   |      | 1874     | Gebrüder Ulrich zu Laucha a./U.                | Bronze   | 300        | c'         | Jesu Christi theures Blut, mache allen Schaden gut           |